# Dirk Bieresborn
Dirk Bieresborn (* 30. November 1965 in Aachen) ist ein deutscher Jurist und Richter am Bundessozialgericht, seit Ende Juli 2025 als Vorsitzender Richter.

## Leben
Dirk Bieresborn studierte nach dem Abitur 1985 am Kaiser-Karls-Gymnasium und anschließendem Wehrdienst Rechtswissenschaft an der Universität Trier. Das erste juristische Staatsexamen bestand er im Jahr 1992, das zweite nach erfolgreich absolviertem Referendardienst 1995.
Nach der Promotion, die mit einer rechtshistorischen und rechtsvergleichenden Arbeit zu „Klage und Klageerwiderung im deutschen und englischen Zivilprozess“ an der Universität Trier erfolgte, war er zunächst 1996/1997 in Düsseldorf als Rechtsanwalt tätig, bevor er Richter am Sozialgericht Fulda und ab Juli 1997 am Sozialgericht Kassel wurde. Von April 2005 bis März 2007 war er als wissenschaftlicher Mitarbeiter an das Bundessozialgericht abgeordnet. Weitere Stationen seiner Laufbahn waren die richterliche Tätigkeit am Sozialgericht Darmstadt (2008/2009), schließlich seit Mai 2009 am Hessischen Landessozialgericht.
Mit Wirkung zum 1. Dezember 2013 ist Dirk Bieresborn zum Richter am Bundessozialgericht berufen worden, wo er dem zweiten Senat angehörte, der für Angelegenheiten aus dem Recht der Gesetzlichen Unfallversicherung zuständig ist. Von September 2016 bis März 2017 war Bieresborn an das Bundesministerium für Arbeit und Soziales abgeordnet. Seit dem 25. Juli 2025 ist Bieresborn Vorsitzender des 9. und 10. Senats.
Dirk Bieresborn ist seit Juli 2012 Mitglied im Expertenpool der Deutschen Stiftung für Internationale Rechtliche Zusammenarbeit.
Seine publizistische Tätigkeit erfolgte zu verschiedenen Themen aus dem Arbeits- und Sozialrecht, in neuerer Zeit insbesondere zum Recht des Sozialdatenschutzes, das Bieresborn schon seit längerem in dem Kommentar zum Zehnten Buch Sozialgesetzbuch von von Wulffen bearbeitet.
2023 bestellte ihn die Universität Marburg zum Honorarprofessor.

## Schriften (Auswahl)
- Klage und Klageerwiderung im deutschen und englischen Zivilprozeß. Eine rechtshistorische und rechtsvergleichende Untersuchung unter besonderer Berücksichtigung der Beeinflussung durch das römisch-kanonische Verfahren. Verlag Peter Lang. Frankfurt am Main [u. a.] 1999. Rechtshistorische Reihe; 195 Zugl.: Trier, Univ., Diss., 1998, ISBN 3-631-34712-X.
- Arbeitslosengeld II vor dem BSG. Vereinbarkeit von Regelleistung und Grundgesetz. In: Sozialrecht aktuell 2007, S. 88–97.
- Schach, Kartfahren, Freeclimbing und Drachenfliegen – versicherter Betriebssport in der gesetzlichen UV? Ein Beitrag zu den Grenzen. In: Die  Sozialgerichtsbarkeit (SGb), 2007, S. 472–482.
- Aktuelle Probleme des Sozialdatenschutzes in systematischer Darstellung . In: ZFSH/SGB 2010, S. 193–211.
- Datenschutz bei sozialrichterlicher Tätigkeit. In: Die  Sozialgerichtsbarkeit (SGb), 2010, S. 501–509, 575–581.
- Berufskrankheiten: Kausalität, Dosismodelle und Konsensempfehlungen. In: Die Sozialgerichtsbarkeit (SGb), 2016, S. 310–320, 379–385.
- Unzulässige Drittstaatenübermittlung durch „Googeln“? Datenschutzrechtliche Aspekte von Internetrecherchen. In: Zeitschrift für Datenschutz (ZD), 2016, S. 319–324.
- Surfen als Amtsermittlung – Welche Grenzen bestehen bei der Internetrecherche für Sozialleistungsträger? In: Neue Zeitschrift für Sozialrecht (NZS), 2016, S. 531–540.